# Fânațele Socolului, Mureș
Fânațele Socolului este un sat în comuna Cozma din județul Mureș, Transilvania, România.